# Widad Hamdi
Widad Hamdi (en árabe: وداد حمدى‎) fue una actriz egipcia, la cual protagonizó más de 600 películas durante su carrera artística.

## Biografía
Widad Mohammed Issawi Zaraarah nació el 7 de marzo de 1924 en Kafr El-Sheikh, Egipto. Estudió y se graduó en el Instituto de Representación.
Estuvo casada en tres ocasiones, la primera de ellas con el compositor Muhammad al-Mougy y los actores Salaah Kabeel y Muhammad al-Toukhy.

## Carrera
Comenzó su carrera como cantante. Su primera película fue This Was My Father's Crime (1945) de Henry Barakat. Trabajó en distintas obras con la Compañía Nacional Egipcia. Se retiró en los años sesenta, pero fue llamada para actuar en la obra Tamr Henna.

## Robo y asesinato
Fue asesinada en 1994, apuñalada 35 veces en el cuello, pecho y abdomen. Su asesino fue condenado y luego ejecutado. Murió con muy poco dinero a su nombre.

## Filmografía seleccionada
Cine
- Bread and Salt (1949)
- Miss Hanafi (1954)
- Fatawat el Husseinia (1955)
- The Female Boss (1959)
- Hassan and Nayima (1959)
- Wife Number 13 (1962)
- Soft Hands (1964)

Teatro
- Azeeza and Younis
- 20 Hens and a Rooster (20 farkha we deek)
- A Game Called Love (L’eba esmaha al-hobb)
- Mother of Rateeba (Om-Rateeba)